# Солоновский сельсовет (Волчихинский район)
Рзянин Андрей Викторович
Солоновский сельсовет — муниципальное образование со статусом сельского поселения и административно-территориальное образование в Волчихинском районе Алтайского края России. Административный центр — село Солоновка.

## Население
| 1997  | 1998  | 1999  | 2000  | 2001  | 2002  |
| ----- | ----- | ----- | ----- | ----- | ----- |
| 1155  | ↗1164 | ↘1140 | ↘1096 | ↘1081 | ↘1063 |
| 2003  | 2004  | 2005  | 2006  | 2007  | 2008  |
| ↘1060 | ↘1038 | ↘1035 | ↗1038 | ↘1004 | ↗1006 |
| 2009  | 2010  | 2011  | 2012  | 2013  | 2014  |
| ↗1010 | ↘926  | ↘922  | ↘909  | ↘880  | ↘853  |
| 2015  | 2016  | 2017  | 2018  | 2019  | 2020  |
| ↘827  | ↗830  | ↘813  | ↘802  | ↘779  | ↘751  |
| 2021  |       |       |       |       |       |
| ↘717  |       |       |       |       |       |

По результатам Всероссийской переписи населения 2010 года, численность населения муниципального образования составила 926 человек, в том числе 435 мужчин и 491 женщина. Оценка Росстата на 1 января 2012 года — 909 человек.

## Населённые пункты
В состав сельского поселения входит один населённый пункт — село Солоновка.